# سفارة البحرين لدى إيطاليا
سفارة البحرين لدى إيطاليا هي البعثة الدبلوماسية لمملكة البحرين لدى جمهورية إيطاليا، وتقع بالعاصمة روما.